# Ällkobben
Ällkobben är ett skär i Kökar på Åland (Finland). Det ligger i Skärgårdshavet och i kommunen Kökar i landskapet Åland, i den sydvästra delen av landet. Ön ligger omkring 68 kilometer öster om Mariehamn och omkring 220 kilometer väster om Helsingfors.
Öns area är 2 hektar och dess största längd är 250 meter i öst-västlig riktning.
Ällkobben saknar vegetation och är uppbruten av flera vattenstråk. På Ällkobben finns ett hus och ett sjömärke för båtsportleden in till Kökar från sydöst.